# La padrina
La padrina è un film del 1973 diretto da Giuseppe Vari, accreditato con lo pseudonimo "Al Pisani".

## Trama
New York, durante il decimo anniversario di matrimonio, un boss mafioso viene assassinato, ma riesce a dire alla moglie Donna Costanza il nome del mandante: "Giarratana da Palermo" un politico italiano molto potente. Donna Costanza decide di andare a Palermo per vendicarsi.

## Produzione

### Riprese
Il film è stato girato a Siracusa; tra i set la frazione balneare di Fontane Bianche e Villa Messina in contrada Bibinello.